# Ceremonia de clausura de los Juegos Panamericanos de 2015
La Ceremonia de clausura de los Juegos Panamericanos de 2015 fue llevado a cabo el domingo 26 de julio de 2015, a las 18:45 EDT (22:45 GMT) en el Rogers Centre en Toronto, Ontario, Canadá. La ceremonia de clausura fue producida y dirigida conjuntamente por tres empresas B5c Producciones, Producciones Baam y FiveCurrents.
Las entradas para la ceremonia costaron entre CA $ 90 y CA $ 200.

## Programa
En 2014 Live Nation fue anunciado como uno de los patrocinadores de los juegos. La empresa hará uso de su posición en la industria musical que pedir dos actos canadienses e internacionales para llevar a cabo en la ceremonia. Actuaron en la ceremonia los cantantes Pitbull y Kanye West.

### El camino a Lima
El alcalde de Toronto, John Tory, entonces entregará la bandera de la Organización Deportiva Panamericana a Luis Castañeda Lossio, alcalde de Lima. Esto será seguido por el himno nacional peruano e izado de la bandera a cargo de la Policía Montada de Canadá. 
Luego se dio inicio al espectáculo artístico a cargo de Anima Inc y el apoyo del Ministerio de Educación y Promperú. El acto tendrá una duración de 10 minutos.
Comenzará con la escenificación del recorrido de un niño desde los Andes, luego partirá a Lima para culminar en Toronto. 
 Participarán 130 integrantes del Elenco Nacional del Folclore del Perú, cuatro jóvenes danzarines de tijeras y los campeones de marinera. Asimismo, mostraron las danzas y proyecciones de imágenes del patrimonio cultural y natural del Perú.